# Container 25

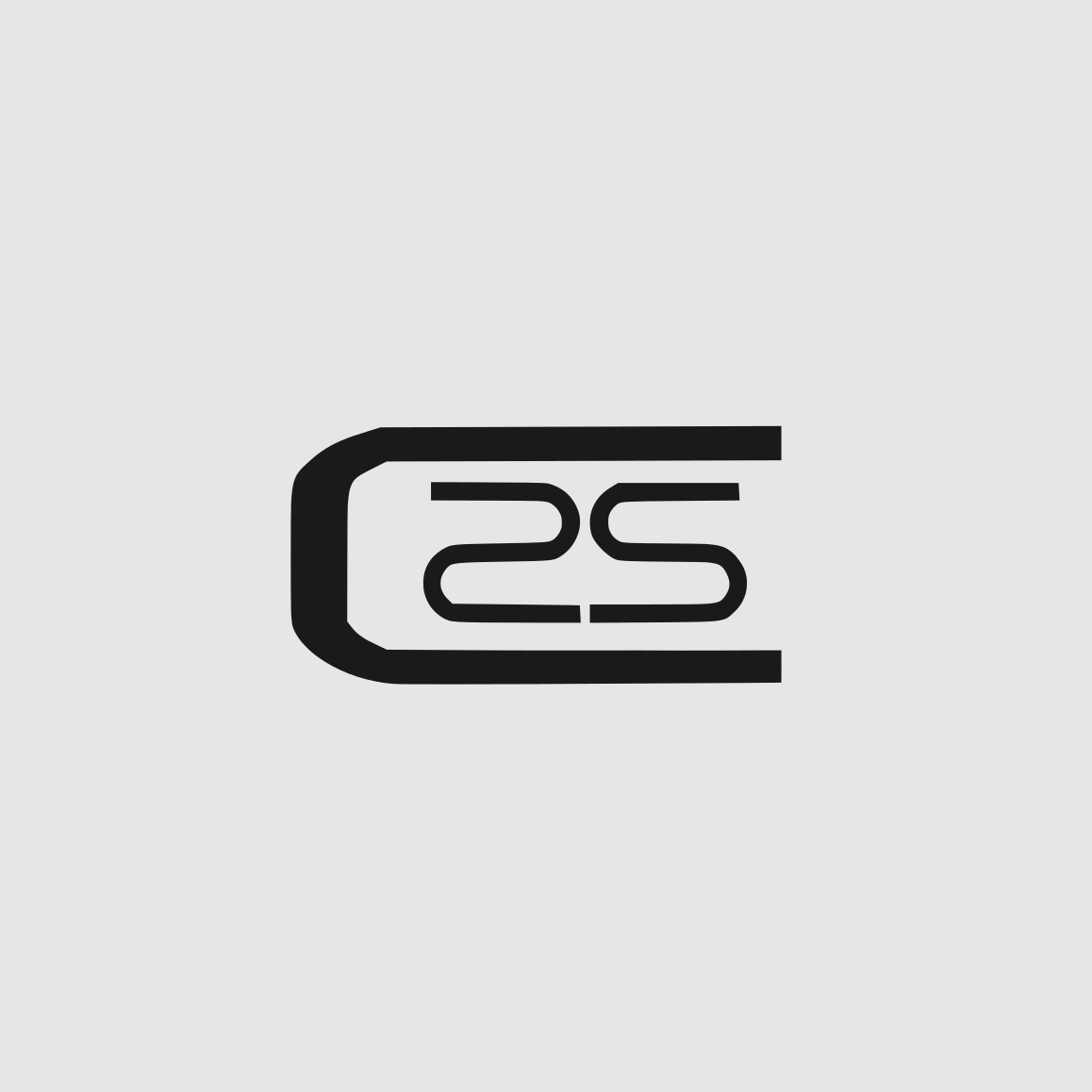
Container 25

Die freie Kulturinitiative Container 25 ist ein eingetragener, gemeinnütziger Verein in Hattendorf bei Wolfsberg, Kärnten. Er versteht sich als gesellschafts- und kulturpolitisches Projekt, welches jedes Jahr Veranstaltungen aus den verschiedensten Bereichen organisiert.

## Allgemeines
Der Verein wurde im Jahre 2009 gegründet und hat sich in einer alten Getreidemühle in Hattendorf niedergelassen. Der blau/gelbe Turm der Mühle ist ein Markenzeichen des Vereins. Ein Schwerpunkt des Vereins liegt auf einer reflektierten Aufarbeitung der kärntner-slowenischen Geschichte und des Nationalsozialismus im Lavanttal, Kärnten und Österreich sowie des Vermittelns davon, dass und wie Geschichte in unterschiedlichen Facetten weiterwirkt.

## Veranstaltungen & Projekte
Veranstaltungen im Musik-, Literatur- & Kunstbereich sowie Theater- und Performancearbeiten und interdisziplinäre Kunst- und Vermittlungsprojekte werden im Container 25 jedes Jahr auf- und durchgeführt. Abseits von Tradition und Massenkultur wird versucht, Formen gesellschafts- und herrschaftskritischer Kunst und Kultur zu fördern. Für die Kulturinitiative steht sowohl eine enge Zusammenarbeit mit lokalen Kunst- und Kulturschaffenden als auch die überregionale, internationale Vernetzung im Zentrum der Arbeit. Zu den bisher aufgetretenen Künstlern zählen unter anderem Voodoo Jürgens, Der Nino aus Wien, 5K HD, Stefanie Sprengnagel, Egyd Gstättner, Manu Delago und Josef Winkler. Am 19. und 20. Juli 2019 feierte der Verein 10-jähriges Bestehen mit Auftritten von Euroteuro, Kerosin 95 und Maja Haderlap.
Das jüngste Projekt der Initiative trägt den Titel „Nullpunkte der Gewalt im Lavanttal: 1493 & 1934“ – Projekt. Der Verein hat auch eine eigene Radiosendung Namens „Bis über beide Ohren“, welche monatlich auf Radio AGORA (Kärnten) und Radio HELSINKI (Graz) ausgestrahlt wird. Weitere Projekte des Vereins sind „Gedenken 2020 gegendenken – Beiträge zur kritischen Auseinandersetzung mit der Zeitgeschichte in Kärnten/Koroška“, das Literaturprojekt „Widersprechen/Oporékati“ und die Ausstellung mit dem Namen „Wiedersehen/Ponovno Snidenje“, welches ein Kooperationsprojekt der StadtmacherInnen Wolfsberg, des Container 25 und der Galerie II in St.Andrä war.

### Projekt „Nullpunkte der Gewalt im Lavanttal: 1493 & 1934“
Das Projekt beschäftigt sich seit April 2021 thematisch mit der Ausgrenzung, Verfolgung und Gewalt gegen Frauen, Juden und Jüdinnen, Andersdenkende und -lebende.
Ziel ist es, ein aktives Bewusstsein für die Themen Ausgrenzung, Verfolgung und Gewalt gegen Minderheiten allgemein und für die blutige Geschichte der Stadt Wolfsberg im Speziellen, zu schaffen. Ein zentrales Anliegen ist es, die Inhalte des Projektes im öffentlichen Raum zu platzieren und in Wolfsberg/Lavanttal dadurch ein aktives Bewusstsein für die Themen Ausgrenzung, Verfolgung und Gewalt gegen Minderheiten allgemein, und für die gewaltbehaftete Geschichte der Stadt Wolfsberg im Speziellen, zu schaffen. Um dieses Ziel zu erreichen, greift das Projekt nicht nur auf verschiedene künstlerische und wissenschaftliche Vermittlungsstrategien zurück, sondern bemüht sich auch um aktive Kooperation mit Wolfsberger Institutionen wie Schulen, Museen, dem Tourismusverband und Buchhandlungen.

### FAIR PAY DAY
Am 26. November 2022 fand im Container25 in Hattendorf bei Wolfsberg der erste österreichweite FAIR PAY DAY in Zusammenarbeit mit der IG KULTUR und IG KIKK statt. Mit einem ausverkauften Konzertraum wurden die Vereinsräumlichkeiten durch eindrucksvolle Auftritte von Lukas Lauermann, Ali Gaggl und Primus Sitter ihren Ruf als kulturelles Wohnzimmer im Lavantall ein weiteres Mal gerecht. Zuvor gab es erklärende Worte von Alina Volk, Vorstandsmitglied im Verein Container25 und Elena Stoißer vom Verband der IG KIKK (Interessensgemeinschaft der Kulturinitiativen in Kärnten/Koroška) zur österreichweiten Fair Pay Kampagne. Der Abend wurde von Radio AGORA 105,5 live übertragen.

## Anerkennungen
- Kulturpreis des Landes Kärnten 2019 Anerkennungspreis für besondere Leistungen im Bereich der freien Kulturarbeit[1]
- Kulturvogel 2020[1]
- Hans-Maršálek-Anerkennungspreis